# Campeonato Goiano de Futebol de 1949
O Campeonato Goiano de Futebol de 1949, originalmente denominado Campeonato Goianiense pela FGF, foi a oitava edição do Campeonato Goianiense e a sexta a ser reconhecida como estadual. O Atlético Goianiense, após empatar com o Goiânia na última rodada, sagrou-se campeão goiano e campeão goianiense pela terceira vez.
Esta edição contou com a participação de seis clubes. O campeão Atlético Goianiense disputou dez partidas, com sete vitórias, dois empates e uma derrota, 28 gols a favor e 17 contra.
Apesar de sua importância, e de seu vencedor ser considerado o campeão goiano já na época de sua disputa por alguns órgãos de imprensa, o torneio era oficialmente um campeonato da cidade de Goiânia. O Campeonato Goiano Amador só foi ter sua primeira edição no ano anterior. Apesar disso, esta edição é reconhecida como Campeonato Goiano.

## História
O Campeonato Goianiense de 1949 foi a oitava edição da competição municipal de clubes de futebol filiados a FGF. Apesar do certame ter sido instituído em 1940 pela FGF com a finalidade de apontar o clube campeão goianiense da temporada, a primeira edição a ser reconhecida como estadual foi a de 1944.

## Torneio Início
O campeão do torneio é desconhecido.

### Premiação
| Torneio Início Goiano 1949       |
| -------------------------------- |
| Desconhecido Campeão (?º título) |

## Regulamento
O Campeonato Goianiense de 1949 é disputado por seis clubes em dois turnos. Em cada turno, todos os clubes jogam entre si uma única vez. Os jogos do segundo turno serão realizados em ordem aleatória, apenas com o mando de campo invertido. Não há campeões por turnos, sendo declarado campeão goianiense o clube que obtiver o maior número de pontos após as 24 rodadas.

## Participantes
| Equipe              | Cidade  | Em 1948 | Participação | Títulos            |
| ------------------- | ------- | ------- | ------------ | ------------------ |
| Araguaia            | Goiânia | 6º      | 7ª/6ª        | 0 (não possui)     |
| Atlético Goianiense | Goiânia | 2º      | 7ª/6ª        | 2 (último em 1947) |
| Botafogo            | Goiânia | 7º      | 2ª/2ª        | 0 (não possui)     |
| Goiânia             | Goiânia | 1º      | 8ª/6ª        | 5 (último em 1948) |
| Goiás               | Goiânia | 3º      | 7ª/6ª        | 0 (não possui)     |
| União               | Goiânia | 5º      | 4ª/4ª        | 0 (não possui)     |

## Estádios
Esses foram os estádios utilizados no Campeonato Goianiense de 1949.

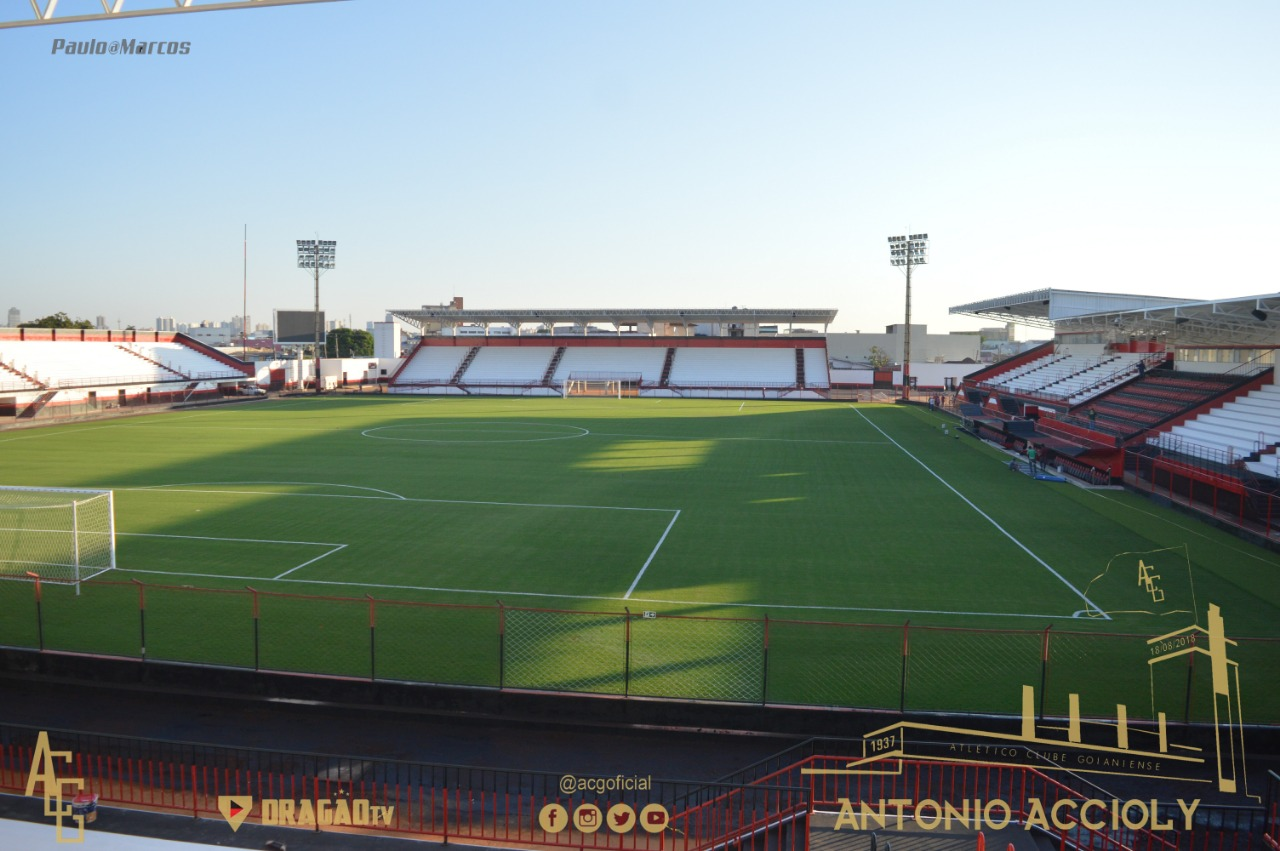
Antonio Accioly
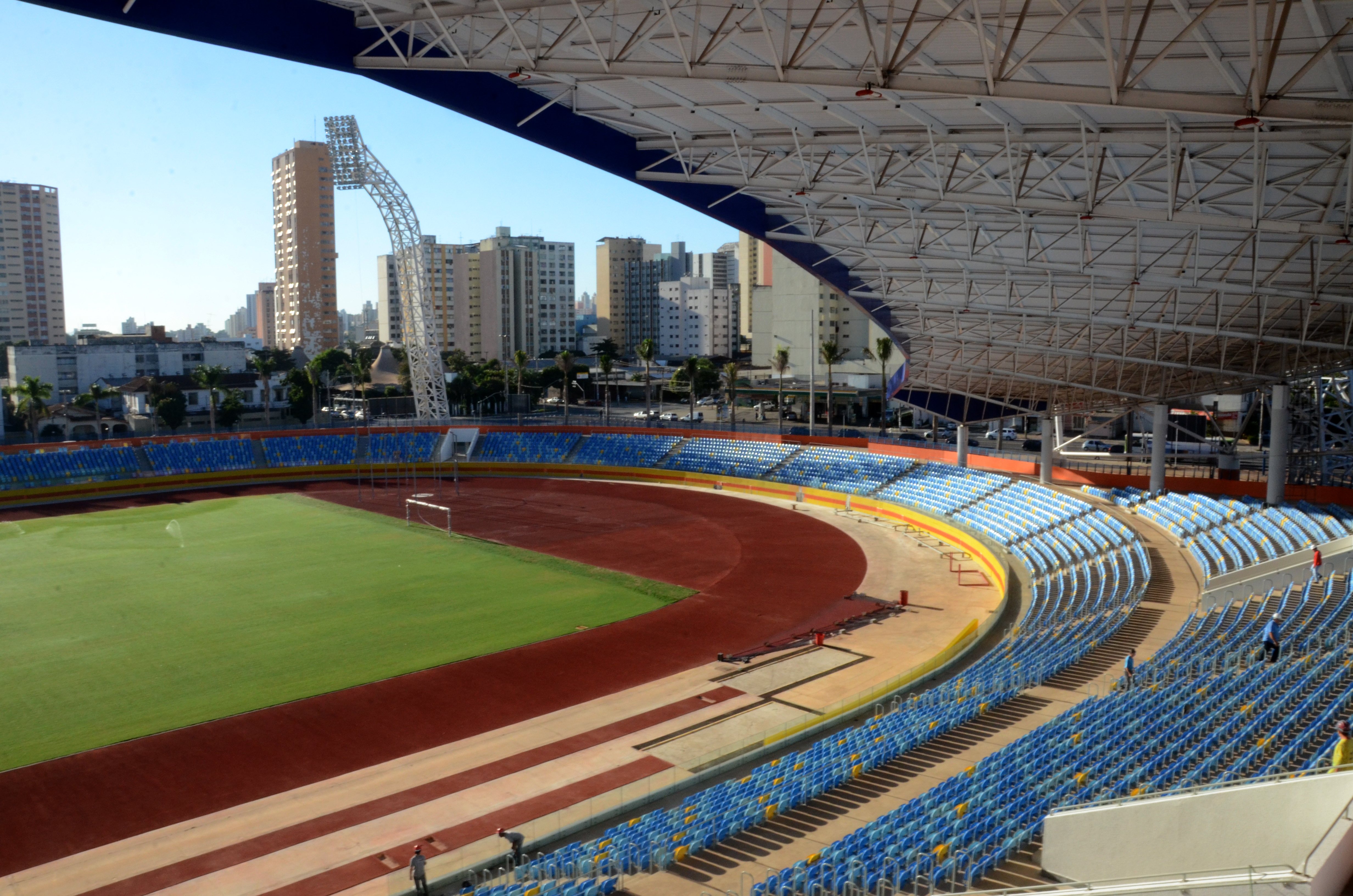
Pedro Ludovico Teixeira

## Classificação
Fonte: 
| Pos | Equipe              | PG | J  | V | E | D | GP | GS | SG  | AP   |
| --- | ------------------- | -- | -- | - | - | - | -- | -- | --- | ---- |
| 1   | Atlético Goianiense | 16 | 10 | 7 | 2 | 1 | 28 | 17 | +11 | 80.0 |
| 2   | Goiânia             | 15 | 10 | 6 | 3 | 1 | 32 | 11 | +21 | 75.0 |
| 3   | Goiás               | 13 | 10 | 6 | 1 | 3 | 23 | 18 | +5  | 65.0 |
| 4   | Araguaia            | 10 | 10 | 4 | 2 | 4 | 25 | 25 | 0   | 50.0 |
| 5   | União               | 5  | 10 | 2 | 1 | 7 | 20 | 24 | -4  | 25.0 |
| 6   | Botafogo            | 1  | 10 | 0 | 1 | 9 | 11 | 44 | -33 | 5.0  |

### Confrontos

#### Primeira rodada
| Domingo, 17 de abril de 1949 | Atlético Goianiense | 2 – 1  | União     | Antônio Accioly                          |
|                              | Borba · Tarzan      | Súmula | Tredezine | Árbitro: GO Cláudio Macedo GO Mário Neto |

| Bandeirinhas: |

| Domingo, 17 de abril de 1949 | Goiás                            | 4 – 2  | Botafogo      | Pedro Ludovico Teixeira                    |
|                              | Minas Gerais 37', · Padaria 40', | Súmula | 20', Domingos | Renda: Cr$ 218,00 Árbitro: GO João Brugger |

| Bandeirinhas: Carlos Rockael (Goiás) Geraldo Cassemiro (Goiás) |

#### Segunda rodada
| Domingo, 24 de abril de 1949 | Goiânia | 4 – 4  | Araguaia | Pedro Ludovico Teixeira |
|                              |         | Súmula |          |                         |

| Bandeirinhas: |

#### Terceira rodada
| Domingo, 1 de maio de 1949 | União | 2 – 3  | Araguaia | Pedro Ludovico Teixeira |
|                            |       | Súmula |          |                         |

| Bandeirinhas: |

| Domingo, 1 de maio de 1949 | Atlético Goianiense                   | 3 – 2  | Goiás                                  | Antônio Accioly |
|                            | Borba 68' · Tarzan 82' · Otácilio 88' | Súmula | 39' (g.c.) Otácilio · 44' Minas Gerais |                 |

| Bandeirinhas: |

#### Quarta rodada
| Domingo, 8 de maio de 1949 | Goiânia | 2 – 0  | União | Pedro Ludovico Teixeira |
|                            |         | Súmula |       |                         |

| Bandeirinhas: |

#### Quinta rodada
| Domingo, 15 de maio de 1949 | Botafogo | 0 – 9  | Goiânia | Antônio Accioly |
|                             |          | Súmula |         |                 |

| Bandeirinhas: |

| Domingo, 15 de maio de 1949 | Araguaia | 1 – 3  | Atlético Goianiense | Pedro Ludovico Teixeira |
|                             |          | Súmula |                     |                         |

| Bandeirinhas: |

#### Sexta rodada
| Domingo, 22 de maio de 1949 | Goiás    | 1 – 0  | Araguaia | Antônio Accioly                            |
|                             | Foca 65' | Súmula |          | Renda: Cr$ 722,00 Árbitro: GO João Brugger |

| Bandeirinhas: |

| Domingo, 22 de maio de 1949 | Botafogo | 1 – 2  | Atlético Goianiense | Pedro Ludovico Teixeira |
|                             |          | Súmula |                     |                         |

| Bandeirinhas: |

#### Sétima rodada
| Domingo, 29 de maio de 1949 | Botafogo | 0 – 4  | União | Antônio Accioly |
|                             |          | Súmula |       |                 |

| Bandeirinhas: |

| Domingo, 29 de maio de 1949 | Goiânia | 0 – 2  | Goiás          | Pedro Ludovico Teixeira |
|                             |         | Súmula | Goiá · Padaria |                         |

| Bandeirinhas: |

#### Oitava rodada
| Domingo, 5 de junho de 1949 | Araguaia | 3 – 3  | Botafogo | Antônio Accioly |
|                             |          | Súmula |          |                 |

| Bandeirinhas: |

| Domingo, 5 de junho de 1949 | Goiás                  | 3 – 2  | União           | Pedro Ludovico Teixeira |
|                             | Preto · Didiu · Edgard | Súmula | , 55' Pequetito | Árbitro: GO Mário Neto  |

| Bandeirinhas: |

#### Nona rodada
| Domingo, 12 de junho de 1949 | Atlético Goianiense | 2 – 4  | Goiânia | Antônio Accioly |
|                              |                     | Súmula |         |                 |

| Bandeirinhas: |

#### Décima rodada
| Domingo, 26 de junho de 1949 | Botafogo | 0 – 3  | Goiás | Pedro Ludovico Teixeira                     |
|                              |          | Súmula |       | Renda: Cr$ 209,00 Árbitro: GO Jason Santana |

| Bandeirinhas: |

#### Décima primeira rodada
| Domingo, 10 de julho de 1949 | União               | 2 – 4  | Goiás                  | Pedro Ludovico Teixeira                  |
|                              | Tredezini · Zé Luiz | Súmula | , Didiu · Goiá · Preto | Renda: Cr$ 580,00 Árbitro: GO Mário Neto |

| Bandeirinhas: |

#### Décima segunda rodada
| Domingo, 17 de julho de 1949 | Araguaia | 0 – 2  | Goiânia | Pedro Ludovico Teixeira |
|                              |          | Súmula |         |                         |

| Bandeirinhas: |

#### Décima terceira rodada
| Domingo, 24 de julho de 1949 | Atlético Goianiense | 6 – 2  | Botafogo | Antônio Accioly |
|                              |                     | Súmula |          |                 |

| Bandeirinhas: |

#### Décima quarta rodada
| Domingo, 31 de julho de 1949 | Araguaia | 3 – 0  | Goiás | Pedro Ludovico Teixeira |
|                              | Gato ,   | Súmula |       |                         |

| Bandeirinhas: |

#### Décima quinta rodada
| Domingo, 7 de agosto de 1949 | União | 1 – 1  | Goiânia | Pedro Ludovico Teixeira |
|                              |       | Súmula |         |                         |

| Bandeirinhas: |

#### Décima sexta rodada
| Domingo, 14 de agosto de 1949 | Botafogo | 2 – 3  | Araguaia | Pedro Ludovico Teixeira |
|                               |          | Súmula |          |                         |

| Bandeirinhas: |

#### Décima sétima rodada
| Domingo, 21 de agosto de 1949 | União | 1 – 3  | Atlético Goianiense | Pedro Ludovico Teixeira |
|                               |       | Súmula |                     |                         |

| Bandeirinhas: |

#### Décima oitava rodada
| Domingo, 4 de setembro de 1949 | Goiás             | 2 – 4  | Goiânia                       | Pedro Ludovico Teixeira                       |
|                                | Baiano 22' · Foca | Súmula | 20', 43', 45' Zezé · 80' Loló | Renda: Cr$ 765,00 Árbitro: GO Ademar Henrique |

| Bandeirinhas: Geraldo Cassemiro (Goiás) Eugênio Santos (Goiás) |

#### Décima nona rodada
| Domingo, 11 de setembro de 1949 | Atlético Goianiense | 5 – 3  | Araguaia | Antônio Accioly |
|                                 |                     | Súmula |          |                 |

| Bandeirinhas: |

#### Vigésima rodada
| Domingo, 18 de setembro de 1949 | Goiânia | 6 – 0  | Botafogo | Pedro Ludovico Teixeira |
|                                 |         | Súmula |          |                         |

| Bandeirinhas: |

#### Vigésima primeira rodada
| Domingo, 25 de setembro de 1949 | União | 4 – 1  | Botafogo | Pedro Ludovico Teixeira |
|                                 |       | Súmula |          |                         |

| Bandeirinhas: |

#### Vigésima segunda rodada
| Domingo, 2 de outubro de 1949 | Goiás                 | 2 – 2  | Atlético Goianiense  | Pedro Ludovico Teixeira                         |
|                               | Didiu 10' · Preto 30' | Súmula | 46' Ari · 49' Tarzan | Renda: Cr$ 1 190,00 Árbitro: GO Ademar Henrique |

| Bandeirinhas: Geraldo Cassemiro (Goiás) Dim (Goiás) |

#### Vigésima terceira rodada
| Domingo, 9 de outubro de 1949 | Araguaia | 5 – 3  | União | Pedro Ludovico Teixeira |
|                               |          | Súmula |       |                         |

| Bandeirinhas: |

#### Vigésima quarta rodada e jogo do título
| Domingo, 16 de outubro de 1949 | Goiânia | 0 – 0  | Atlético Goianiense | Pedro Ludovico Teixeira |
|                                |         | Súmula |                     |                         |

| Goiânia | Atlético Goianiense |

| Bandeirinhas: |

## Premiação
| Campeonato Goiano de 1949               |
| --------------------------------------- |
| Atlético Goianiense Campeão (3º título) |

| Campeonato Goianiense de 1949           |
| --------------------------------------- |
| Atlético Goianiense Campeão (3º título) |

## Estatísticas
Atualizado até 22 de março de 2025

### Artilharia
| Pos. | Jogador | Equipe              | Gols |
| ---- | ------- | ------------------- | ---- |
| 1    | Tarzan  | Atlético Goianiense | 18   |

### Hat-trick
| Jogador | Clube     | Adversário | Placar  | Data          | Ref.  |
| ------- | --------- | ---------- | ------- | ------------- | ----- |
| Gato    | Vila Nova | Goiás      | 3–0 (C) | 31 de julho   | [ 4 ] |
| Zezé    | Goiânia   | Goiás      | 4–2 (F) | 4 de setembro | [ 5 ] |